# Municipio de Puerto Peñasco
El Municipio de Puerto Peñasco es uno de los 72 municipios del estado de Sonora. Con su cabecera municipal situada en la ciudad homónima de Puerto Peñasco, el cual contiene casi 99% de la población del municipio (censo de 2010). El 9 de julio de 1952 por medio de la ley número 136, Puerto Peñasco, fue erigido como el municipio N.º 48 del Estado de Sonora, siendo administrado por un concejo municipal. La mayoría del municipio consta de tramos vacíos del Gran Desierto de Altar.
Como asiento municipal, la ciudad de Puerto Peñasco gobierna otras 27 comunidades, los cuales cubren un territorio de 6,163.03 km².
El municipio tiene una población total de 57,342 habitantes. Las fronteras del municipio con los municipios de San Luis Río Colorado, General Plutarco Elías Calles, y Caborca. A su noroeste está Yuma, Arizona, en los Estados Unidos y al del sur está el Golfo de California.
La tierra es generalmente plana con la cordillera pequeña de Sonoyta al del norte y este del área. La mayoría del territorio es el Desierto de Altar, el cual  se extiende del norte y este de la ciudad, y una zona volcánica llamada Sierra el Pinacate El municipio tiene 110 km de playas.  Cerca de la ciudad están campos de dunas de arena del Desierto de Altar, el cual es uno del más secos en el mundo. La mayoría de vegetación y la vida animal son típicas para desiertos arenosos, matorrales, reptiles (incluyendo el Gila monstruo) y mamíferos pequeños.

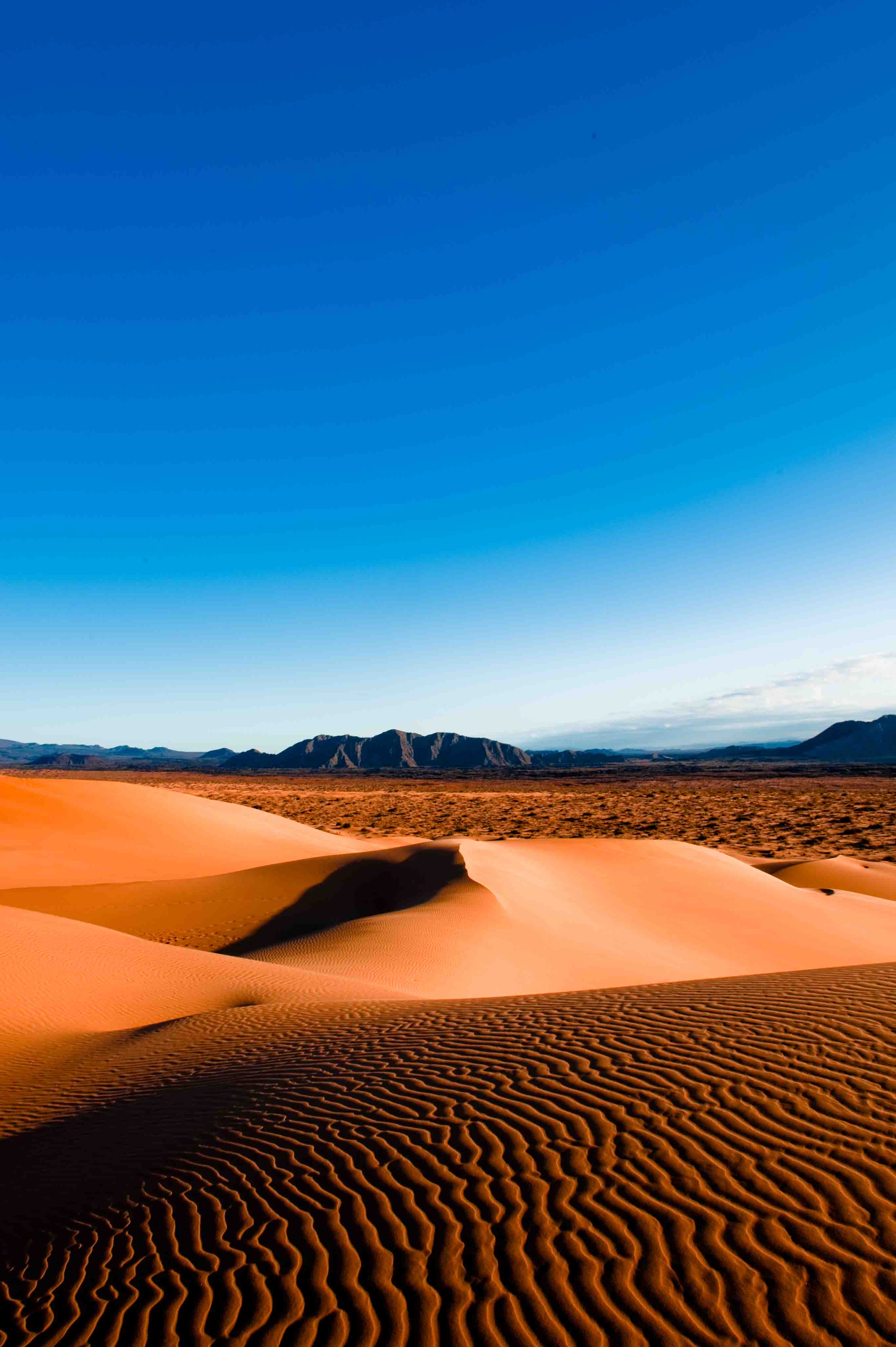
Pinacate, Dunas de arena

El cultivo y el ganado es casi inexistente debido a las condiciones secas. Alguna industria existe, asociado con pescar. El sector comercial de la economía 57% de la población que vende comida, ropa, farmacias y otros elementos a ambos la población a locales y a turistas. El segundo sector económico más importante es la pesca, especialmente pesca de camarón. El turismo conduce la mayoría del sector comercial. El municipio recibe aproximadamente 1,000 visitantes al día, con aproximadamente 85% proviniendo del estado de Arizona, EE. UU.

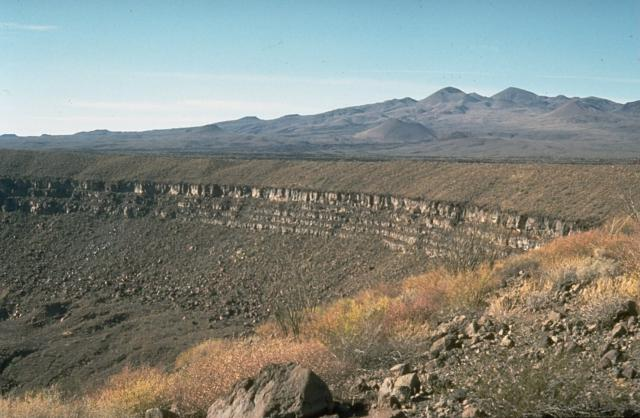
Vista del Pinacate, área volcánica del Cráter El Elegante

El Pinacate es una región volcánica y una reserva de la biosfera que cubre 714,556.6 hectáreas que forma parte de los municipios de Puerto Peñasco, San Luis Río Colorado y Plutarco Elías Calles. Esta área ha sido considerada una de la más árida e inhospitable del Desierto de Sonora. A pesar de este, el área contiene una variedad ancha de fauna y flora y evidencia de población de humanos de tiempo antiguo, el cual ha atraído la atención de turistas e investigadores. Contiene 553 especies de plantas con cactus como saguaros, chollas y ocotillos. Con la temporada lluviosa, el área explota con flores silvestres. El área también contiene 41 especies de mamíferos, 237 especies de pájaros, 45 especies de reptiles, y cuatro tipos de anfibios. Fue declarado una reserva de la biosfera por el gobierno mexicano en 1993. La entrada al parque está localizada a 50 km de la ciudad de Puerto Peñasco. El núcleo de la biosfera consta de la Sierra El Pinacate, Bahía Adair y Sierra del Rosario los cuales no pueden ser desarrollados bajo cualesquier circunstancias. La atracción principal para turistas son los cráteres volcánicos.

## Gobierno
La sede del gobierno municipal yace en la ciudad de Puerto Peñasco. El ejercicio gubernamental recae en el presidente municipal y su gabinete, electos cada 3 años. El Ayuntamiento está integrado por un presidente municipal, un síndico, 6 regidores de mayoría relativa y 4 de representación proporcional. La reglamentación municipal se basa en el Bando de policía y buen gobierno.
El municipio pertenece al I Distrito Electoral Federal de Sonora de la Cámara de Diputados del Congreso de la Unión de México, y al II Distrito Electoral Local de Sonora.

### Presidentes municipales
| Presidente municipal              | Período   | Partido político                       | Notas                                |
| Víctor Estrella Bustamante        | 1951-1954 | PRI                                    |                                      |
| Rodolfo Rogel Villa               | 1954-1957 | PRI                                    |                                      |
| Julián Bustamante                 | 1957-1958 | PRI                                    |                                      |
| Rafael Godoy Cisneros             | 1958-1960 | PRI                                    |                                      |
| Eduardo Ibarra                    | 1961-1964 | PRI                                    |                                      |
| Francisco Higuera Padilla         | 1964-1967 | PRI                                    |                                      |
| Gerardo Portugal Coronado         | 1967-1970 | PRI                                    |                                      |
| Valente Cornejo López             | 1970-1973 | PRI                                    |                                      |
| Óscar Palacio Madueño             | 1973-1976 | PRI                                    |                                      |
| Gilberto Castillo Montiel         | 1976-1979 | PRI                                    |                                      |
| Fernando Pérez Barnett            | 1979-1982 | PRI                                    |                                      |
| Alfredo López Aceves              | 1982-1985 | PRI                                    |                                      |
| Gerardo Portugal Martínez         | 1985-1988 | PRI                                    |                                      |
| Genaro Alfredo Gastélum Cinco     | 1988-1991 | PRI                                    |                                      |
| Fernando Martínez Vázquez         | 1991-1994 | PRI                                    |                                      |
| Óscar F. Palacio Soto             | 1994-1997 | PRI                                    |                                      |
| Reyes Guadalupe Hernández Vega    | 1997      | PRI                                    | Interino                             |
| Manuel Guillermo Flores Díaz      | 1997-2000 | PAN                                    |                                      |
| José Rodrigo Vélez Acosta         | 2000-2003 | PRI                                    |                                      |
| Francisco Ramón Martínez González | 2003-2006 | PRI                                    |                                      |
| Heriberto Rentería Sánchez        | 2006-2009 | PRI Panal                              | Coalición "Alianza PRI Sonora-Panal" |
| Alejandro Zepeda Munro            | 2009-2012 | PAN                                    |                                      |
| Gerardo Figueroa Zazueta          | 2012-2015 | PRI PVEM                               |                                      |
| Ernesto Roger Munro, Jr.          | 2015-2018 | PAN                                    |                                      |
| Ernesto Roger Munro, Jr.          | 2018-2021 | PAN PRD                                | Coalición "Por Sonora al Frente"     |
| Jorge Iván Pivac Carrillo         | 2021-2024 | PAN PRI PRD                            |                                      |
| Óscar Eduardo Castro Castro       | 2024-     | Morena PVEM PT Panal Sonora PES Sonora |                                      |

## Demografía
De acuerdo con los resultados del Censo de Población y Vivienda 2010 del Instituto Nacional de Estadística y Geografía (INEGI), la ciudad cabecera de Puerto Peñasco cuenta con 56,756 habitantes, y con una población total de 62 177 personas según la Encuesta Intercensal 2015 del INEGI, incluyendo otras pequeñas localidades como: La Choya, Las Conchas, Playa Encanto, Ejido Las Lágrimas, Ejido Nayarit, Ejido Los Norteños, Ejido J.F. Kennedy, Ejido López Collado. El municipio tuvo una taza de crecimiento de 6.1% en 5 años.

## Geografía
La ciudad se localiza entre los paralelos 30° 56′ y 32° 7′ de latitud norte; los meridianos 112° 25′ y 114° 0′ de longitud oeste; a una altitud entre 0 y 13 m sobre el nivel del mar dentro de la localidad. Colinda al norte con el municipios de San Luis Río Colorado, General Plutarco Elías Calles y con los Estados Unidos de América; al este con los municipios de General Plutarco Elías Calles y Caborca; al sur con el municipio de Caborca y el Golfo de California; al oeste con el Golfo de California y el municipio de San Luis Río Colorado. Su territorio ocupa el 3.46% de la superficie del estado.
| Noroeste: San Luis Río Colorado                   | Norte: Yuma (Arizona, EE. UU.), General Plutarco Elías Calles |               |
| Oeste: San Luis Río Colorado, Golfo de California |                                                               | Este: Caborca |
|                                                   | Sur: Golfo de California, Caborca                             |               |

La zona urbana está creciendo sobre suelos del Cuaternario, en llanura aluvial con dunas; sobre áreas donde originalmente había suelos denominados Arenosol. El suelo rocoso se constituye de suelo eólico con 53.25%, aluvial (21.55%), lacustre (2.29%), litoral (0.91%), palustre (0.63%).

## Etnias
Nueve culturas nativas pueden ser encontradas en el municipio. Los guarijíos que tienen una variedad ancha de artesanías como figuras que hicieron con materiales naturales como palma y arcilla, también sombreros de una variedad de fibras naturales. Los mayos quienes tienen una tradición oral rica. Otros grupos incluyen los ópatas, los pápagos, los pimas, los seris, los yaquis, los cucapá, y los kikapú.

## Localidades
Lista de localidades con más de 10 habitantes permanentes
| Localidad            | Población |
| Total Municipio      | 63,199    |
| Puerto Peñasco       | 62,689    |
| La Choya             | 134       |
| Las Conchas          | 111       |
| Alfredo López Aceves | 73        |
| Arturo Soto          | 66        |
| Ejido San Rafael     | 39        |
| Las Sinitas          | 24        |
| Lomas Campestres     | 22        |
| Playa Encanto        | 16        |
| Ejido Nayarit        | 13        |
| Las Lágrimas         | 12        |

## Estaciones de radio
Radio FM
- XHITA 93.5 FM La Bestia Grupera "Dejando Huella"

80,000 Watts de Potencia
- XHPPO 96.5 FM Súper "¡Me siento Súper!"

18,000 Watts de Potencia